# Kuba & Pilař architekti

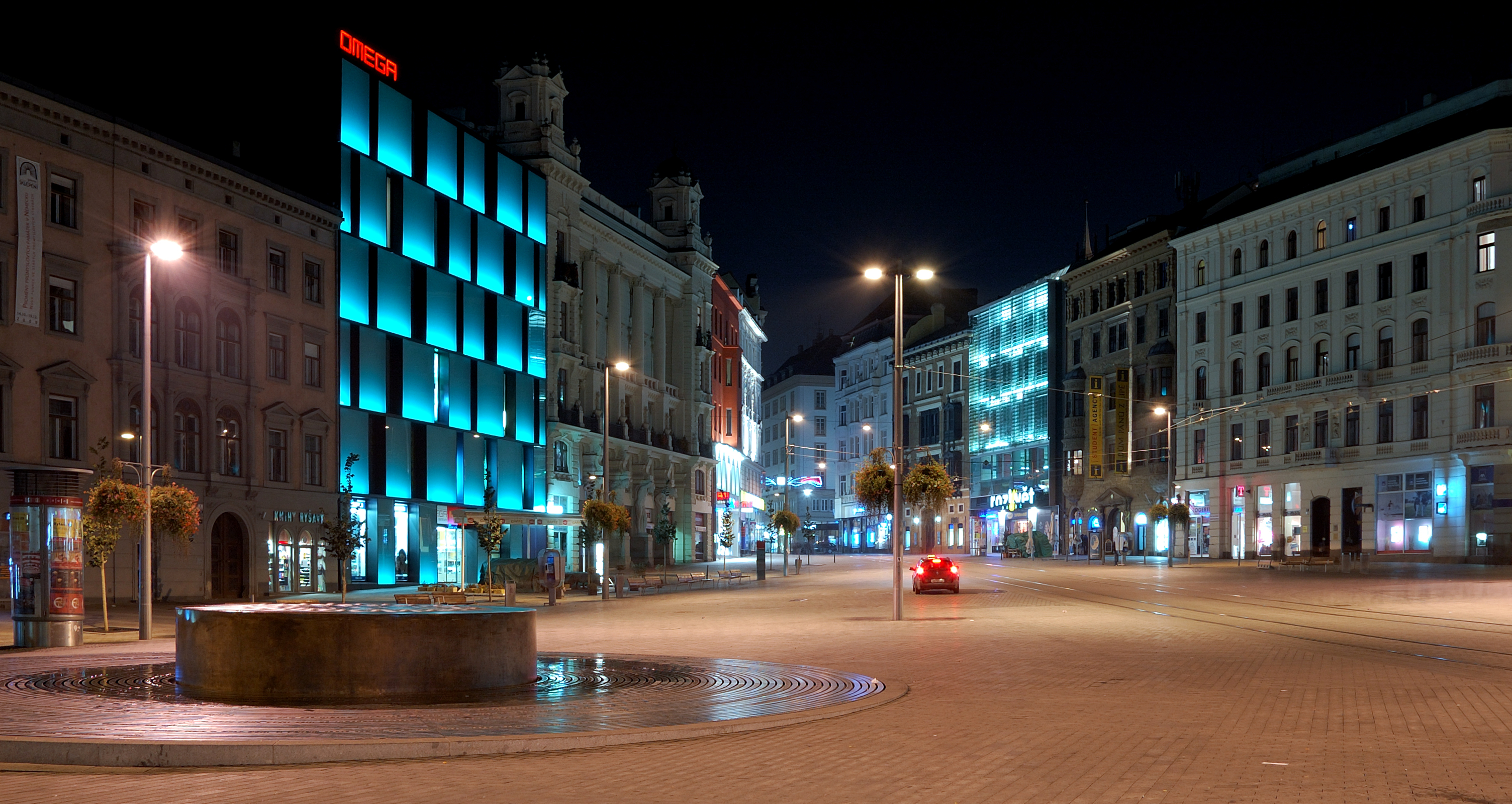
Obchodní dům Omega v Brně

	Kuba & Pilař architekti s.r.o. je česká  architektonická kancelář se sídlem v Brně, založená roku 1998 architekty Ladislavem Kubou a Tomášem Pilařem. Patří mezi nejoceňovanější české architektonické ateliéry, například několikrát uspěli v Grand Prix architektů. Jejich budovy jsou často pojaty minimalisticky s využitím pohledového betonu. Oba architekti vycházejí z tradic kvalitní předválečné české i současné světové architektury. Inspirující je pro ně například Švýcar Peter Zumthor.

## Realizované stavby (výběr)
- Kaple Panny Marie Královny, Jestřebí (1998)
- Knihovna Filozofické fakulty Masarykovy Univerzity, Brno (2001)
- Kaple sv. Antonína, Černá (2006)[2]
- Kašna na náměstí Svobody, Brno (2006)
- Rekonstrukce radnice, Brtnice (2005)
- Obchodní dům Omega, náměstí Svobody, Brno (2005)
- Tělovýchovná zařízení Univerzity Pardubice, Pardubice (2008)
- Areál Fakulty chemicko-technologické Univerzity Pardubice, Pardubice (2008)
- Bytový dům Ostravská brána (2010)
- Památník obětem železné opony, Mikulov (2014)
- Rodinný dům Rezkova, Brno (2014)

## Připravované projekty
- Západočeská galerie, Plzeň[3][4]
- Moravskoslezská vědecká knihovna v Ostravě
- Smíchov City, Praha

## Ocenění
- Areál Fakulty chemicko-technologické a tělovýchovná zařízení Univerzity Pardubice – Grand Prix architektů, 2009
- Knihovna Filozofické fakulty Masarykovy Univerzity – Grand Prix architektů, 2002

### Uznání
- Rodinný dům Rezkova – Grand Prix architektů 2015 - Cena časopisu Architekt
- Památník obětem železné opony, Mikulov – Čestné uznání Grand Prix architektů 2015 v kategorii Architektonický design, drobná stavba a umělecké dílo v architektuře